# Štadión Pod Dubňom
A Štadión pod Dubňom egy labdarúgó-stadion Zsolnában. Nevét a szomszédos Dubeň-hegyről kapta. Befogadóképssége 10 785 fő.

## Története
A stadiont 1941-ben építették fel, noha a helyén már a csapat 1909-es megalakulása óta futballpálya volt. 2006 és 2015 között fokozatosan újították fel a stadiont, elsősorban az UEFA követelményei miatt. 2012 óta a vendégszektor a korábbi hazai szektorok helyén helyezkedik el; kezdetben ez a döntés óriási felháborodást okozott a csapat szurkolói körében. 2016 óta a korábbi természetes fű helyett műfű borítja a pályát.
A stadion 2003 és 2015 között számtalan válogatott mérkőzésnek adott otthont.
A stadion volt az egyik helyszíne a 2013-as U17-es Európa-bajnokságnak. Hat mérkőzést, többek között a döntőt is Zsolnában rendezték meg.

## Külső hivatkozások
- Stadium Database Article
- UEFA Profile
- Football stadiums profile